# Маминг
Маминг (њем. Mamming) општина је у њемачкој савезној држави Баварска. Једно је од 15 општинских средишта округа Динголфинг-Ландау. Према процјени из 2010. у општини је живјело 2.888 становника. Посједује регионалну шифру (AGS) 9279125.

## Географски и демографски подаци
Маминг се налази у савезној држави Баварска у округу Динголфинг-Ландау. Општина се налази на надморској висини од 368 метара. Површина општине износи 41,5 km². У самом мјесту је, према процјени из 2010. године, живјело 2.888 становника. Просјечна густина становништва износи 70 становника/km².